# 松永碩
松永 碩（まつなが せき、1928年6月25日 - 2013年3月4日）は、日本の実業家で元サッカー選手。ポジションはFW。「ベルリンの奇跡」の立役者であった松永行、松永信夫は実兄。

## 人物
静岡県出身。1951年に早稲田大学4年次に堀口英雄と共に日本代表に選出。3月にインド・ニューデリーで開催されたアジア競技大会に参加し、アフガニスタン戦で代表デビューを飾った。
実兄の松永信夫も日本代表の中心選手であったが、戦時中に憲兵将校であった為、渡航許可が下りず不参加となった。
早大卒業後に堀口と共に日立製作所本社に入部。中心選手として全国リーグ創設前の日立を支えた。また1955年には東京クラブの一員として第1回都市対抗選手権優勝、翌年も大会連覇に貢献している。
現役引退後は社業に専心し、後に日立化成商事の社長を務めた。
2013年3月4日、呼吸不全のため死去。84歳没。

## 所属クラブ
- 静岡県立志太中学校（現静岡県立藤枝東高等学校）
- 早稲田大学
- 日立製作所本社
- 東京クラブ

## 代表歴
- 1951年アジア競技大会

### 試合数
- 国際Aマッチ 1試合 0得点(1951)

| 日本代表 | 国際Aマッチ | 国際Aマッチ | その他 | その他 | 期間通算 | 期間通算 |
| 年       | 出場        | 得点        | 出場   | 得点   | 出場     | 得点     |
| -------- | ----------- | ----------- | ------ | ------ | -------- | -------- |
| 1951     | 1           | 0           | 2      | 0      | 3        | 0        |
| 通算     | 1           | 0           | 2      | 0      | 3        | 0        |

### 出場
| No. | 開催日         | 開催都市     | スタジアム | 対戦相手       | 結果 | 監督     | 大会       |
| --- | -------------- | ------------ | ---------- | -------------- | ---- | -------- | ---------- |
| 1.  | 1951年03月09日 | ニューデリー |            | アフガニスタン | ○2-0 | 二宮洋一 | アジア大会 |